# Heteroctenia obsequiosa
Heteroctenia obsequiosa là một loài bướm đêm trong họ Geometridae.